# Amorphochelus crenatus
Amorphochelus crenatus är en skalbaggsart som beskrevs av Marc Lacroix 1997. Amorphochelus crenatus ingår i släktet Amorphochelus och familjen Melolonthidae. Inga underarter finns listade i Catalogue of Life.